# Azerbajdzjans invasion av Nagorno-Karabakh 2023
Mellan den 19 och 20 september 2023 genomförde Azerbajdzjan en offensiv mot utbrytarrepubliken Artsach i regionen Nagorno-Karabakh. Området var internationellt erkänt som azeriskt territorium, men befolkades framför allt av etniska armenier. Konflikten var en fortsättning på de olösta etniska och territoriella dispyterna mellan Armenien och Azerbajdzjan om armeniernas rätt till självstyre i regionen, vilket hade gett upphov till både det första och andra kriget mellan länderna.   
Invasionen ledde till republiken Artsachs upplösning samt att nästan hela Nagorno-Karabakhs armeniska befolkning, över 100 000 människor, flydde till Armenien. Massflykten, och omständigheterna omkring den, har lett till att Azerbajdzjan anklagats för etnisk rensning och folkmord.

## Bakgrund
Konflikten har sitt ursprung i Sovjetunionens upplösning. År 1988 begärde Nagorno-Karabakhs autonoma oblast, som framför allt befolkades av armenier, att lämna sovjetiska Azerbajdzjan för att integreras med sovjetiska Armenien. Detta ledde till att krig utbröt mellan de två sovjetrepublikerna, som Armenien vann, och fredsavtalet 1994 resulterade i att Azerbajdzjan förlorade 13,6% av sitt territorium, inklusive Nagorno-Karabakh. Områdena som erövrats av Armenien betraktades dock fortfarande som del av Azerbajdzjan av FN:s generalförsamling.
September 2020 utbröt ett nytt krig mellan länderna då Azerbajdzjan invaderade de områden som förlorats 1994, och i avtalet om vapenvila som tecknades sex veckor senare erhöll landet stora delar av det territorium som förlorats under det första kriget, men inte Nagorno-Karabakh. Regionen fortsatte istället att verka som en de facto självständig stat, vid namn republiken Artsach. Enligt avtalet skulle Ryssland garantera freden i regionen, och ca 2000 ryska fredsbevarande styrkor placerades ut i den så kallade Latjinkorridoren som förbinder Armenien med Nagorno-Karabakh.
Efter vapenvilan närmade sig Azerbajdzjan och Ryssland varandra ytterligare, medan relationen mellan Armenien och Ryssland försämrades, mycket på grund av Armeniens västvänliga regering. Dessutom tvingade Rysslands invasion av Ukraina den ryska armén till prioriteringar, och bedömare menar att kombinationen av dessa faktorer gjorde att Azerbajdzjan öppet vågade bryta mot det avtal som tecknats 2020.
I december 2022 inledde Azerbajdzjan en total blockad av Nagorno-Karabakh. Man tog kontrollen över Latjin-korridoren och lät inga transporter passera in i området, vilket skapade en svår humanitär kris. De ryska fredsbevarande styrkorna förblev passiva, trots att landet lovat att hålla korridoren öppen.

## Förlopp

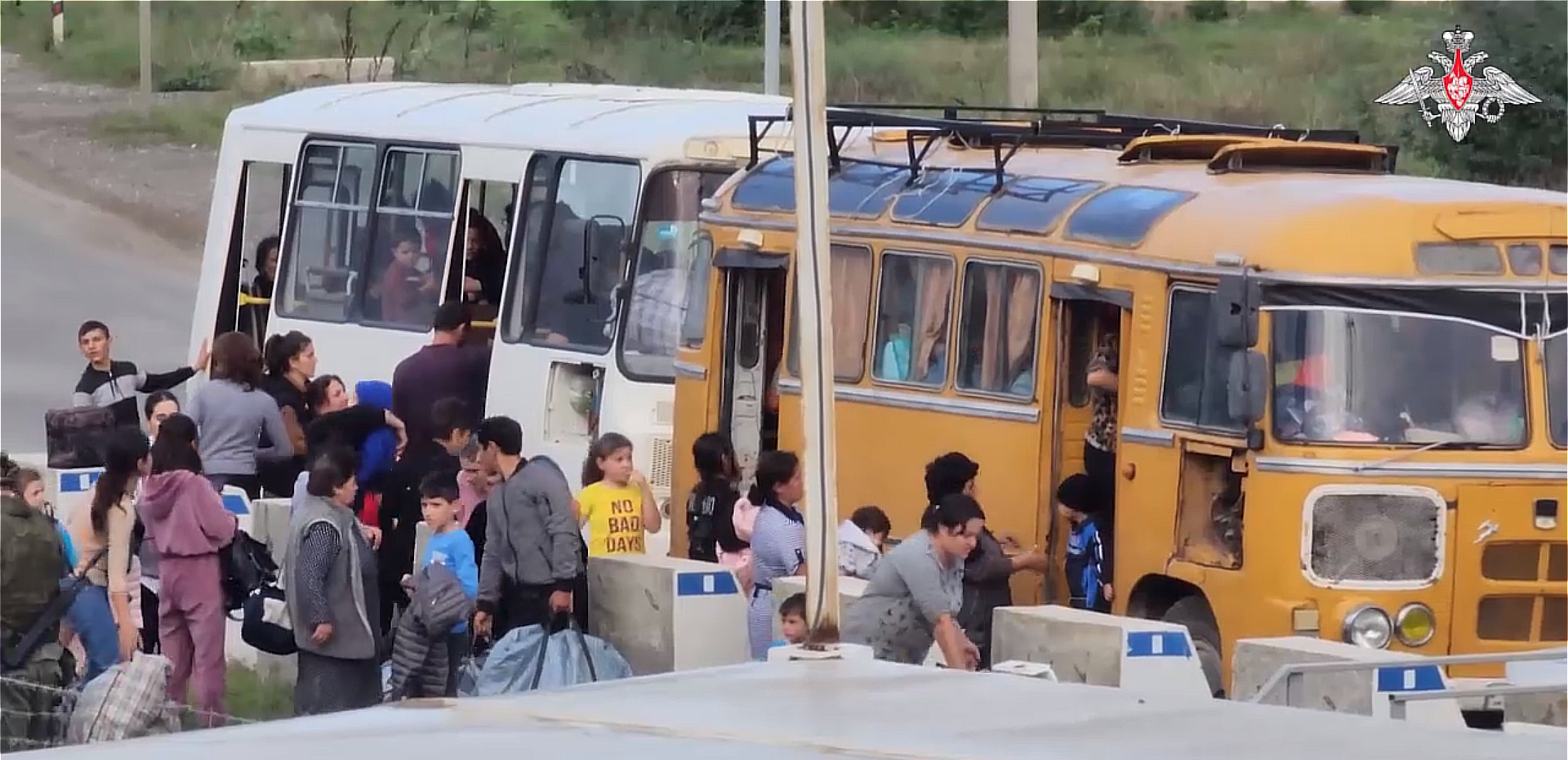
Armenier stiger ombord på bussar för att fly den azeriska invasionen, 21 september 2023

19 september 2023, i strid med avtalet om vapenvila från 2020, påbörjade Azerbajdzjan en storskalig offensiv mot Nagorno-Karabakh. Enligt Azerbajdzjan var detta en "lokal antiterror-insats" som svar på landminor som dödat sex azerier och som påstods vara utplacerade av armenier. Azerbajdzjan krävde avväpnandet av samtliga etniskt armeniska soldater, samt en villkorslös kapitulation och upplösning av republiken Artsach. De ryska fredsbevarande styrkorna ingrep inte under förloppet, trots att de i enstaka fall till och med besköts av azeriska trupper. Utbrytarrepubliken klarade inte alls av att avvärja den azeriska offensiven på egen hand. Under krigets första dag föll flera armeniska orter i azeriernas händer, och Artsachs regering tvingades den 20 september att lägga ned sina vapen.
När striderna upphörde inleddes en massflykt av armenier från Nagorno-Karabakh, som fruktade att de skulle utsättas för förföljelser och etnisk rensning om de stannade kvar. I Azerbajdzjan finns en lång historia av anti-armeniska attityder, till den grad att de armenier som bor i landet inte vågar visa sin etniska tillhörighet offentligt. Av de cirka 100 000 armenier som bodde i Nagorno-Karabakh var det enligt FN endast 50-1 000 som stannade kvar efter den militära kollapsen. Organisationen Genocide Watch sade att Azerbajdzjan nu befann sig i det nionde av de tio steg som kännetecknar ett folkmord; utrotning. I ett TV-sänt tal kvällen den 21 september förkunnade Azerbajdzjans president att han förpassat idén om Nagorno-Karabakh som en separat armenisk stat till historien.

## Efterspel
Armenien uppmanade internationella domstolen i Haag att beordra Azerbajdzjan att omedelbart dra tillbaka sina trupper från Nagorno-Karabakh, och att vidta tio provisoriska åtgärder för att förhindra att landets etniska rensning av armenier skulle bli permanent. 17 november beslöt domstolen att samtliga invånare som flytt området skulle tillåtas återvända till sina hem. Något sådant har ännu inte skett.  Azerbajdzjan förnekar bestämt anklagelserna om etnisk rensning och menar att man uppmuntrar armenier att återvända.

## Reaktioner
Armenien

Omvärldens reaktioner efter offensiven. Ljusblått: länder som fördömde Azerbajdzjan. Orange: länder som uttryckt stöd för offensiven. Grått: Neutrala länder.

I Armenien var upprördheten stor över Azerbajdzjans agerande, som man menade utgjorde etnisk rensning. Anklagelser riktades även mot Ryssland, som anklagades för att ha misslyckats med att leva upp till sina löften om att garantera Nagorno-Karabakhs säkerhet. Stora protester bröt ut i landet mot regeringens oförmåga att förhindra Artsachs fall.
Ryssland
Ryssland sade sig initialt vara "djupt oroade" över eskaleringen. Senare anklagade den vice talmannen för landets säkerhetsråd Dmitrij Medvedev Armenien för att ha "flörtat med NATO". Detta trots att Armenien är en del av CSTO. Ryssland presidents talesperson Dmitrij Peskov sade att anklagelserna om att Rysslands fredsbevarande styrkor skulle ha misslyckats med att skydda Nagorno-Karabakh var "ogrundade".
Turkiet
Turkiet, som liksom Azerbajdzjan befolkas av framför allt turkiska folkslag, uttryckte starkt stöd för offensiven. Man sade att insatsen var berättigad och att "Azerbajdzjan vidtagit de åtgärder man anser vara nödvändiga på sitt eget territorium".
Europeiska unionen
EU lyckades inte komma överens om ett gemensamt uttalande, enligt medieuppgifter på grund av ett veto från Ungern. EU-kommissionens president Ursula von der Leyen, liksom EU:s utrikesrepresentant Josep Borell fördömde dock attacken i egna uttalanden å EU:s vägnar.
Förenta nationerna
FN:s talesperson för förebyggande av folkmord uppmanade till dialog och fred. Hon betonade att våldet leder till en ökad risk för våld mot civila, inklusive folkmord.